# Oli essencial

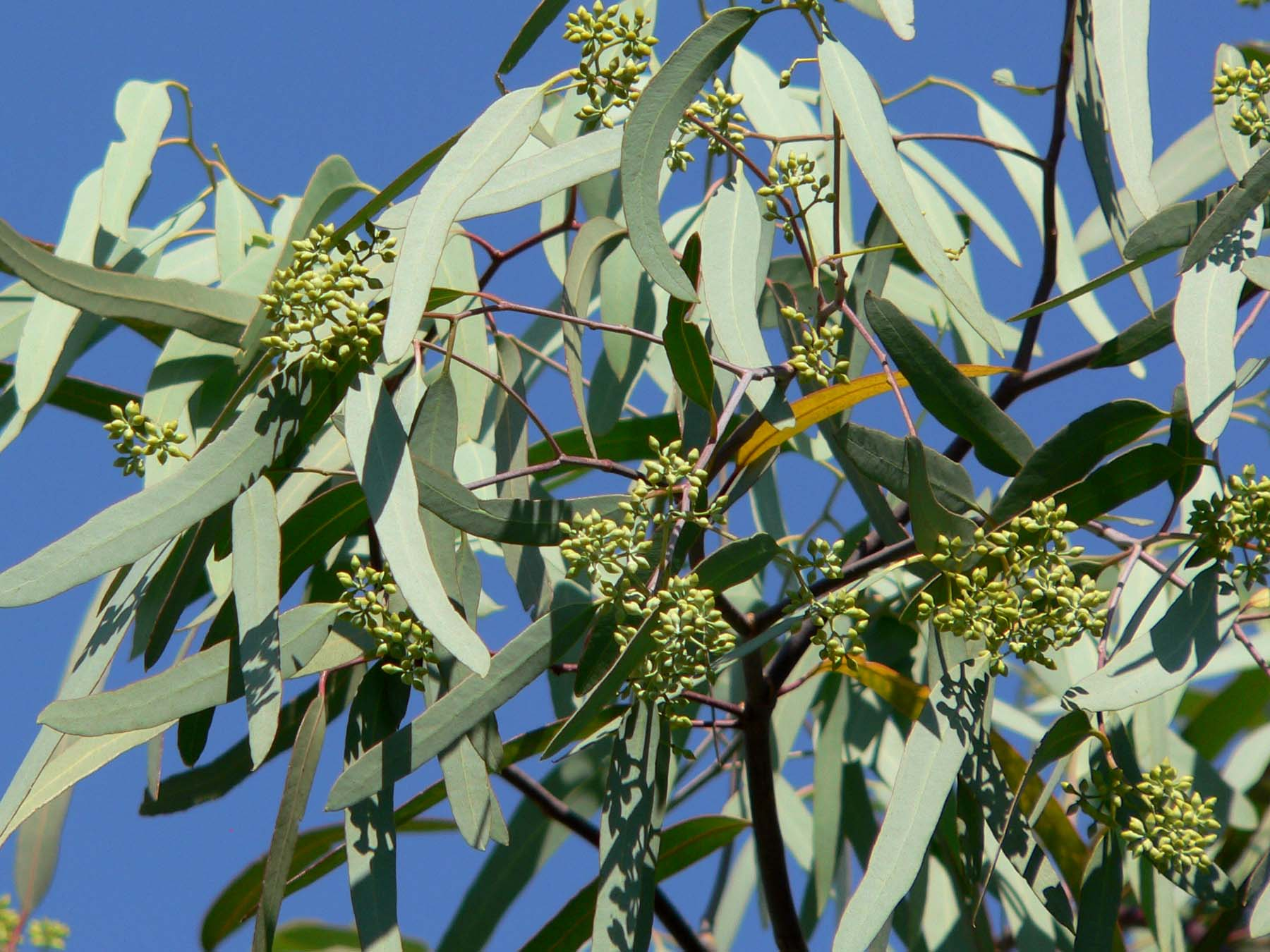
Eucaliptus

Un oli essencial o simplement una essència és el nom tradicional d'aquelles substàncies líquides hidròfobes concentrades que contenen compostos d'aromes volàtils i que s'obtenen de les plantes. Aquestes essències es poden trobar generalment en les fulles, les flors, els fruits i les llavors de les plantes. Un oli es qualifica d'essència en el sentit que porta una olor característica o essència de la planta. Els olis essencials no tenen, com a grup, cap propietat específica química o farmacèutica en comú. Els olis essencials es defineixen pel fet de transmetre fragàncies característiques.

## Obtenció
Els mètodes amb els quals s'obtenen els olis essencials han estat per ordre cronològic el premsat, la destil·lació i l'extracció líquid-líquid. La destil·lació en corrent de vapor és la més acceptada per obtenir-los. Per obtenir un litre d'aquestes substàncies sovint es necessiten diverses tones de plantes; i això explica l'alt preu que tenen en el mercat. Acostumen a ser substàncies olioses, lipòfiles, intensament oloroses, d'origen vegetal i els constituents principals són terpens però també hi sol haver hidrocarburs alifàtics, alcohols, aldehids, cetones, èsters, hidrocarburs aromàtics, fenols i derivats. Hi ha essències constituïdes només per un terpè i altres en les quals el constituent principal no és un terpè, com l'essència de l'anís. En general s'obtenen grans quantitats d'olis essencials dels cítrics i les plantes de la família de les labiades —menta, espígol (oli essencial d'espígol), romaní. S'usen en perfumeria, cosmètica, aromateràpia, medicina i com a saboritzants d'aliments. Cal tenir precaucions en el seu ús, ja que són substàncies molt concentrades i molts poden provocar problemes en la pell si s'apliquen directament.

### Altres mètodes
- Sfumatura.[3]
- Enfleurage.[4]
- Absolut (perfumeria)
- Exsudació de resines.[5]
- Impregnació de ceres.[6]
- Premsat en fred.[7]

## Olis essencials més habituals
Entre els olis essencials més utilitzats hi ha:
- Lavandí (Lavandula x hybrida): antibiòtic i calmant.[9]
- Romaní (Salvia rosmarinus): bactericida potent.[10]
- Bergamota (Citrus bergamia): distensió.[11]
- Mandarí (Citrus reticulata): somnífer infantil.[12]
- Encens (Boswellia carteri): potent antiedemàtic.[13]
- Planta del te (Melaleuca alternifolia): potent fungicida i viroestàtic.[14]
- Eucaliptus (Eucalyptus globulus): expectorant, virostàtic, bactericida.[15]
- Coriandre (Coriandrum sativum): efectes antimicrobians, antioxidants, antidepressius, antiinflamatoris,...[16][17]

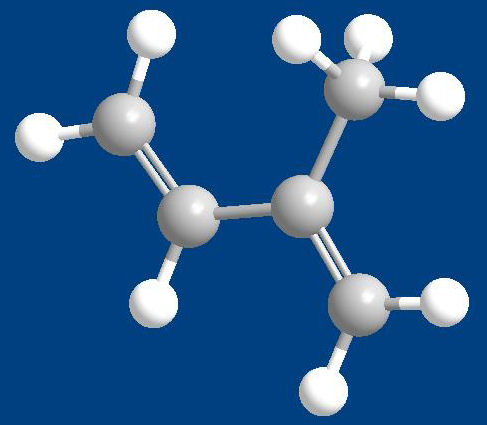
Estructura química de l'isoprè, base dels olis essencials
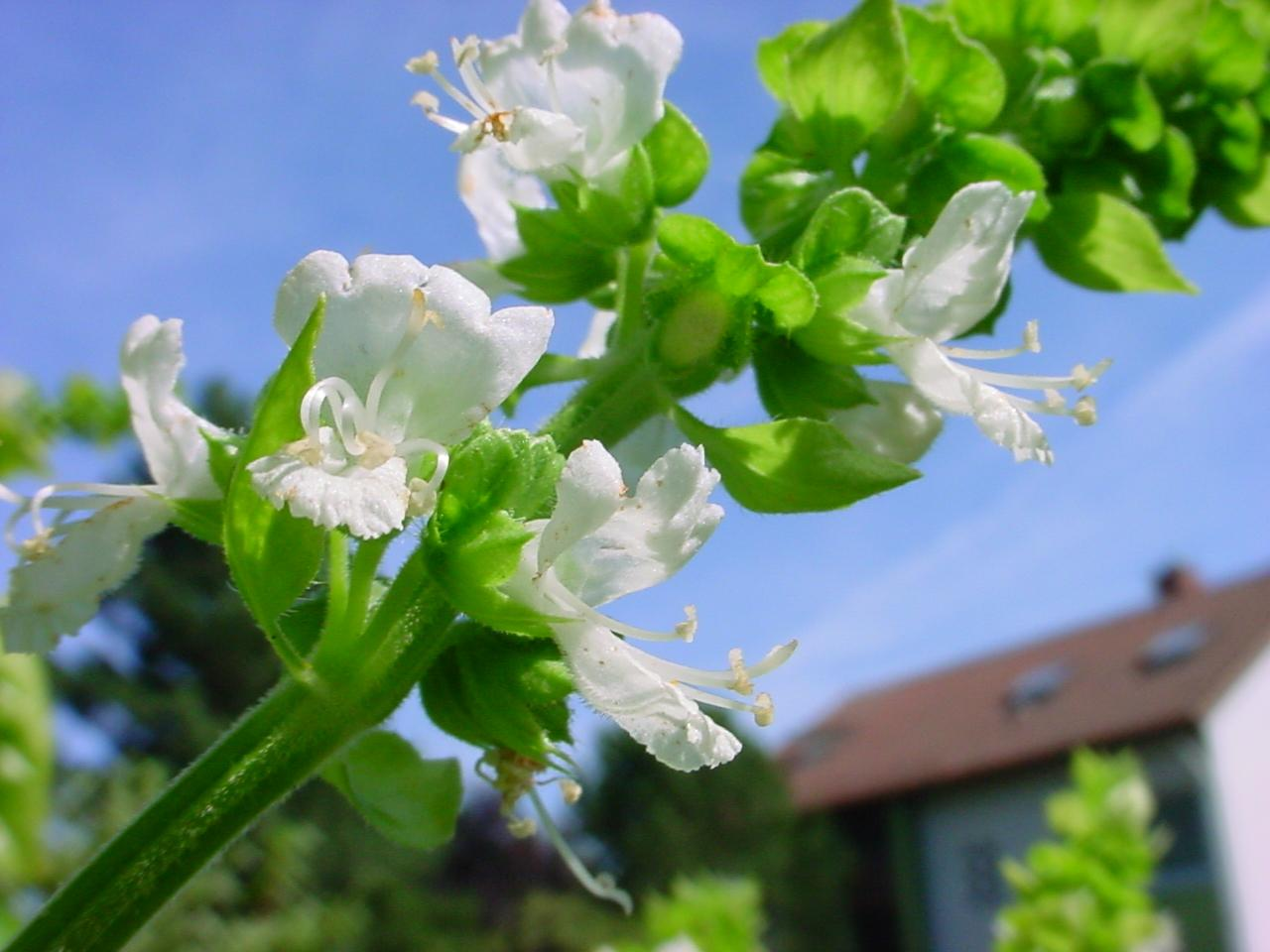
Ocimum americanum
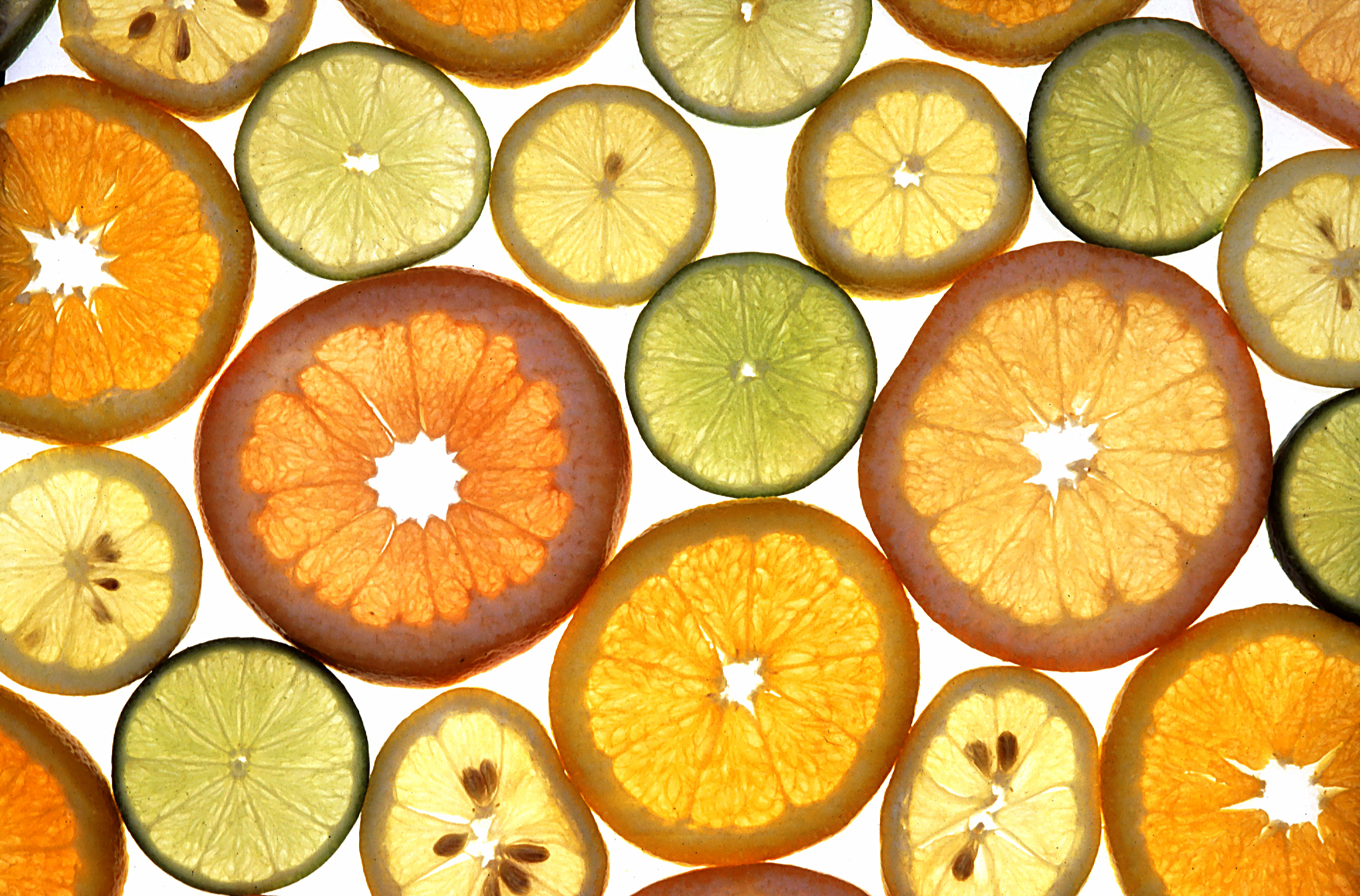
Cítrics
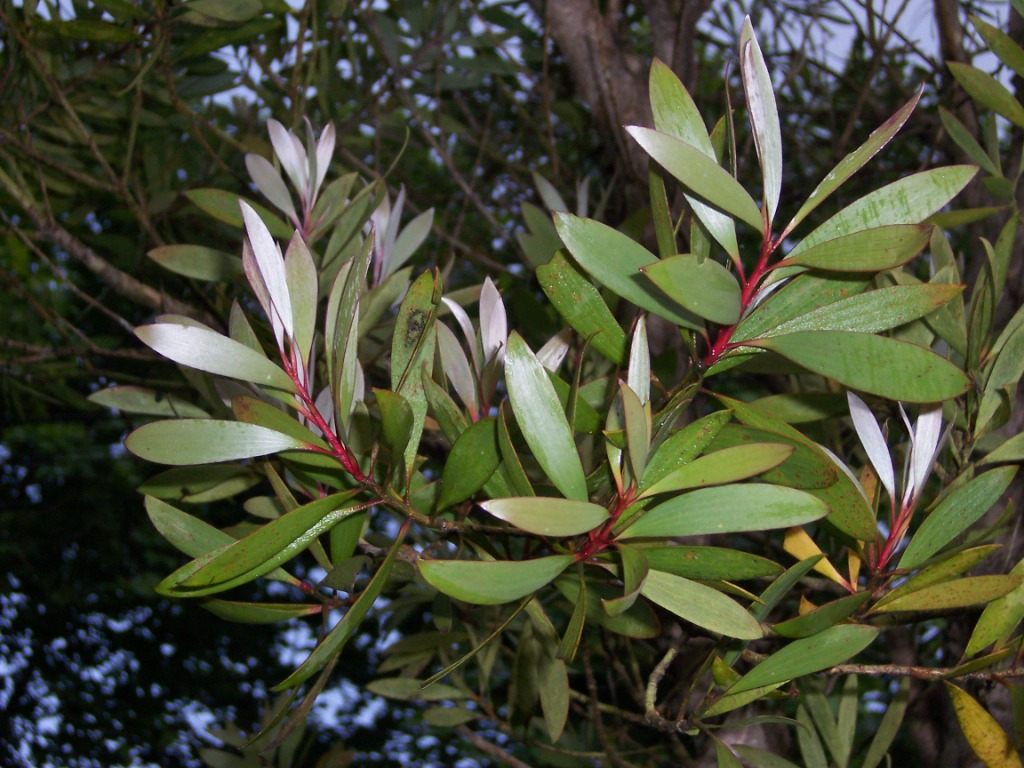
Planta del te
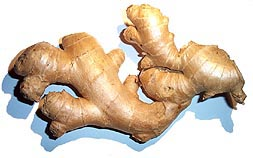
Gingebre
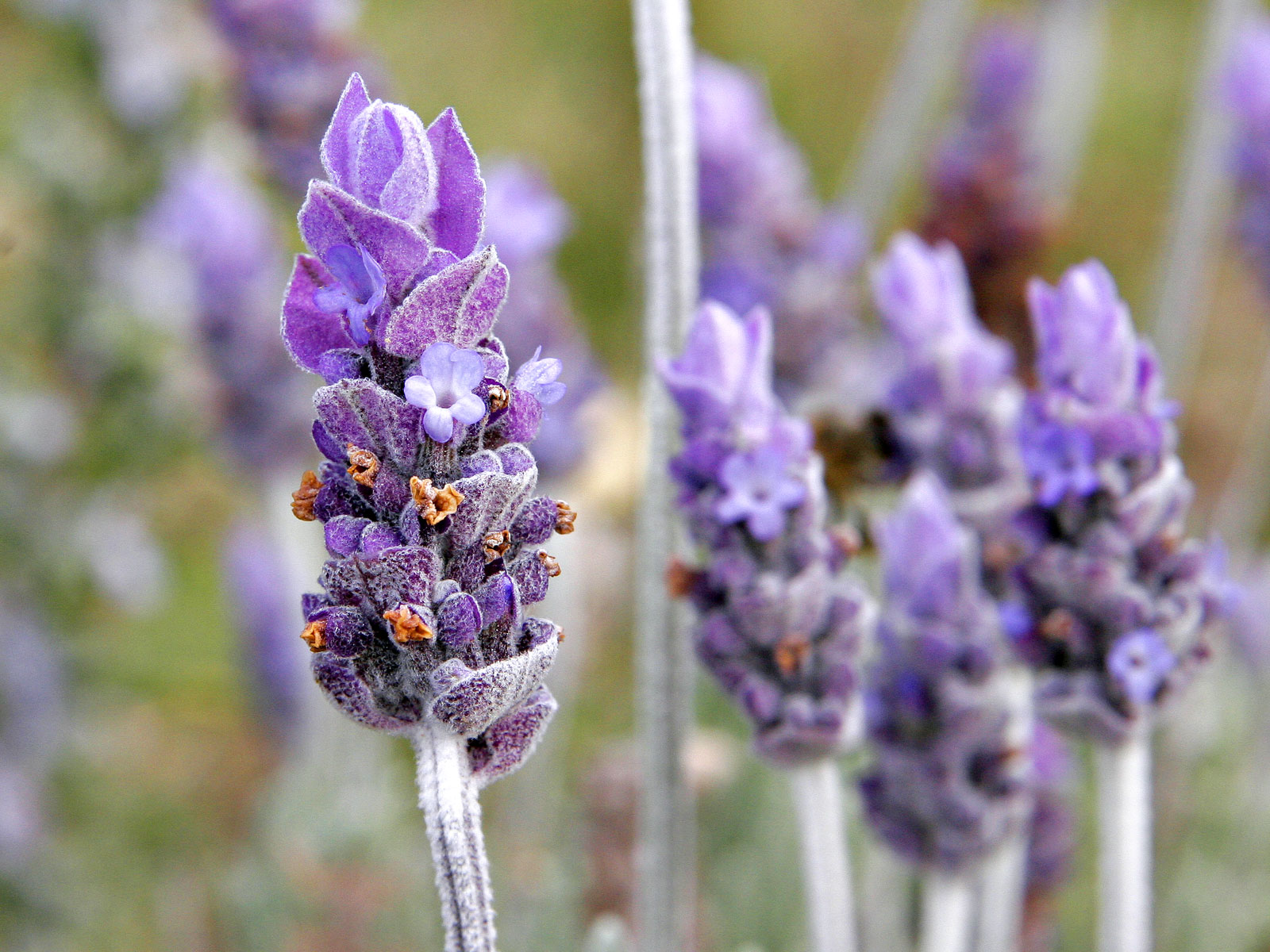
Lavandí

## Famílies botàniques de les quals s'extreuen olis essencials
- Myrtaceae: clau d'espècia (Syzygium aromaticum) Eucalyptus spp.
- Lauraceae: canyella de Sri Lanka (Cinnamomum verum), canyella de la Xina. (Cinnamomum aromaticum) càmfora (Cinnamomum camphora), llorer (Laurus nobilis).
- Rutaceae: taronger amarg, bergamota, llimoner.
- Lamiaceae: alfàbrega, Calamintha sylvàtica, Hyssopus officinalis, Lavandula sp, (espígol lavandí, Origanum mejorana, O. vulgaris (orenga) Melissa officinalis, Mentha x piperita, romaní, sajolida, sàlvia spp. farigola (Thymus spp.) pàtxuli (Pogostemon cablin).
- Asteraceae: Chamomilla recutita, Artemisia absinthium, A. vulgaris, A. dracunculus (estrragó).
- Apiaceae: anís (Pimpinella anisum), fonoll, anet, coriandre, julivert.
- Cupressaceae: xiprer.
- Zingiberaceae: gingebre.
- Piperaceae: pebre.
- Verbenaceae: marialluïsa (Aloysia triphylla).

## Parts de les plantes on s'emmagatzema l'oli essencial
- Flors: bergamota, nard, romaní.
- Fulles: llorer, eucaliptus.
- Escorça: canyella.
- Fusta: sàndal.
- Arrel: vetiver.
- Rizomes: cúrcuma, gingebre.
- Fruits: anís, fonoll.
- Llavors: nou moscada.